# Jocimar Jubanski
Jocimar Jubanski (Canoinhas, 7 luglio 1977) è un ex giocatore di calcio a 5 brasiliano naturalizzato italiano.

## Carriera
In possesso della doppia cittadinanza, Jubanski ha giocato 38 partite con la nazionale italiana, con cui ha disputato due campionati europei e una Coppa del Mondo.

## Palmarès
- Campionato italiano: 2

Luparense: 2007-08, 2008-09
- Coppa Italia: 1

Luparense: 2007-08
- Supercoppa italiana: 2

Luparense: 2007, 2008